# Carl Christoffer Gjörwell
Carl Christoffer Gjörwell (ur. 19 stycznia 1766 w Sztokholmie, zm. 14 listopada 1837 w Sztokholmie) – szwedzki architekt, syn Carla Christoffera Gjörwella starszego. Był architektem miejskim Sztokholmu w latach 1766-1837. Znany jest głównie jako architekt pałacu Haga, rezydencji szwedzkiej rodziny królewskiej, w której urodził się obecny król Szwecji, Karol XVI Gustaw, i w której mieszka księżniczka koronna (następczyni tronu) Szwecji, Wiktoria Bernadotte.

## Życiorys
Urodził się 19 stycznia 1766 roku w Sztokholmie. Był synem architekta, Carla Christoffera Gjörwella starszego (żyjącego w latach 1731–1811).
Uczęszczał do Szwedzkiej Królewskiej Akademii Sztuki, a następnie został zatrudniony przez malarza i architekta, Louisa Jeana Despreza. W 1794 odbył podróż do Rzymu. Po powrocie – w 1796 roku – został zatrudniony jako zastępca architekta miejskiego, Erika Palmstedta. W 1803 Gjörwell zastąpił Palmstedta na stanowisku architekta miejskiego w Sztokholmie. Dwa lata później według jego projektu wybudowano pałac Haga (znany wcześniej jako pawilon królowej).
Zmarł 14 listopada 1837 roku w Sztokholmie. Jego następcą na stanowisku architekta miejskiego w Sztokholmie został Fredrik August Lidströmer. Sam Carl Christoffer Gjörwell został upamiętniony w Sztokholmie, gdzie jego nazwiskiem nazwano jedną z ulic (Gjörwellsgatan).

## Galeria

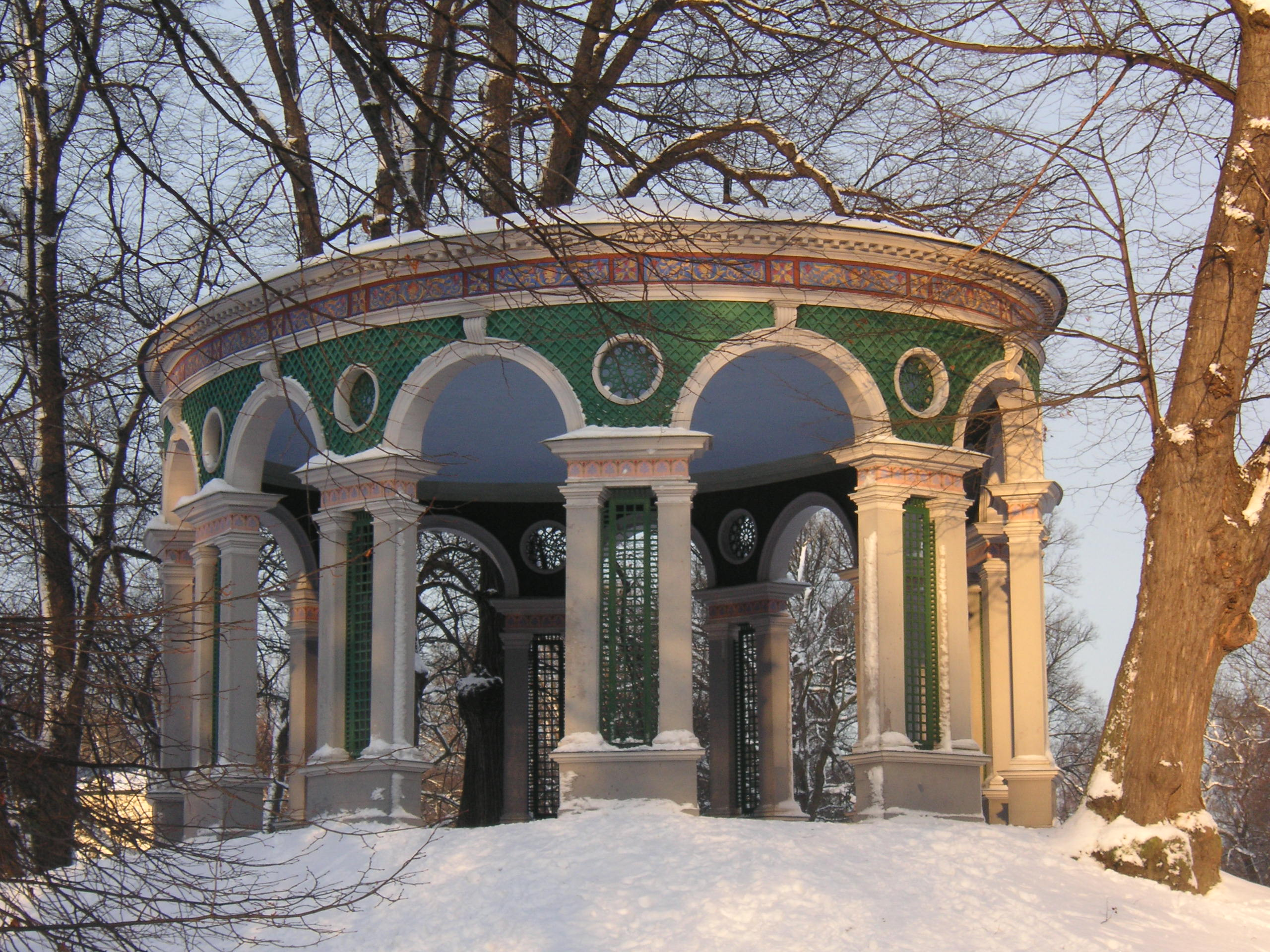
Ekotemplet (1790)
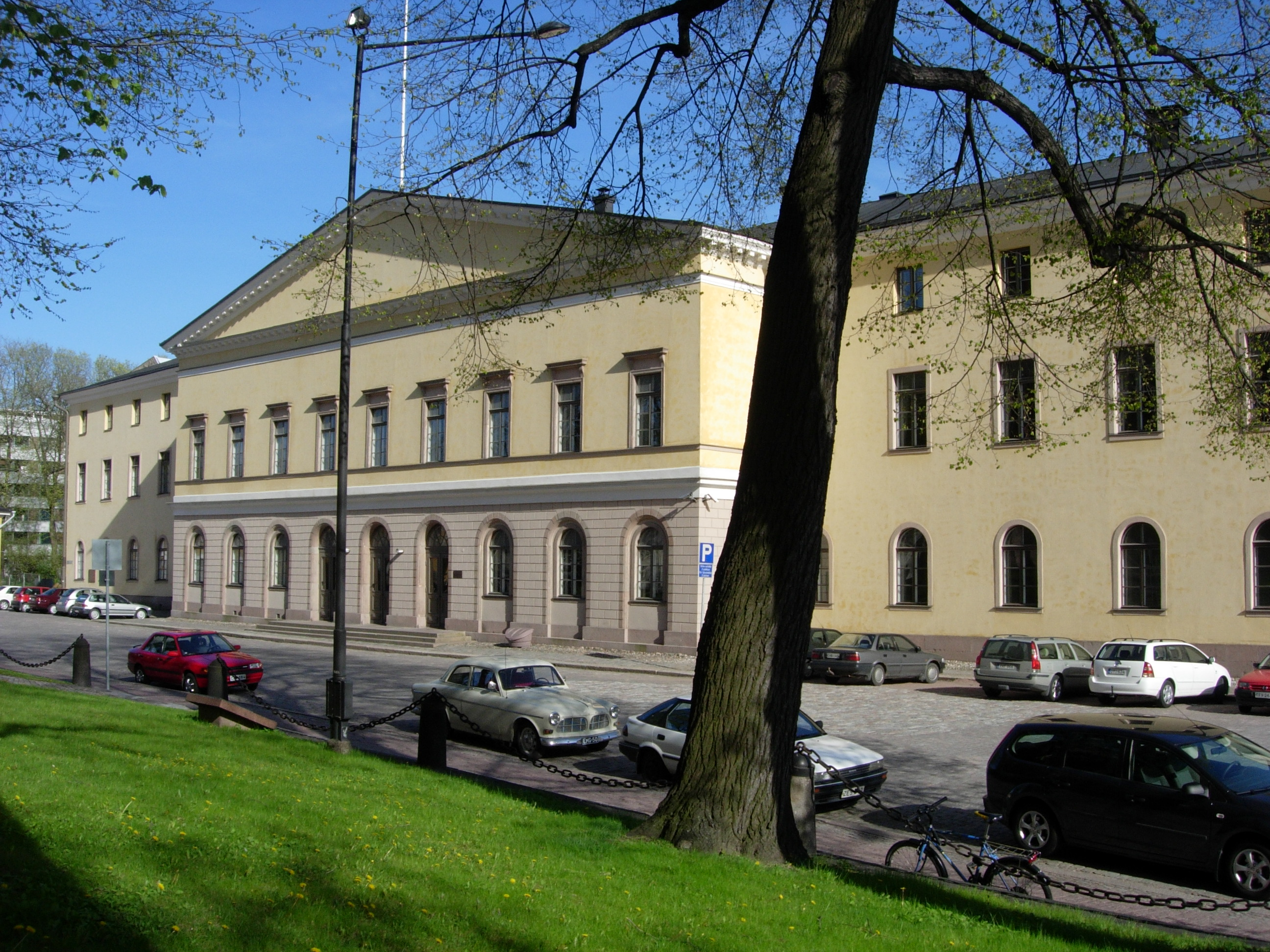
Åbo Akademi (1799-1817)
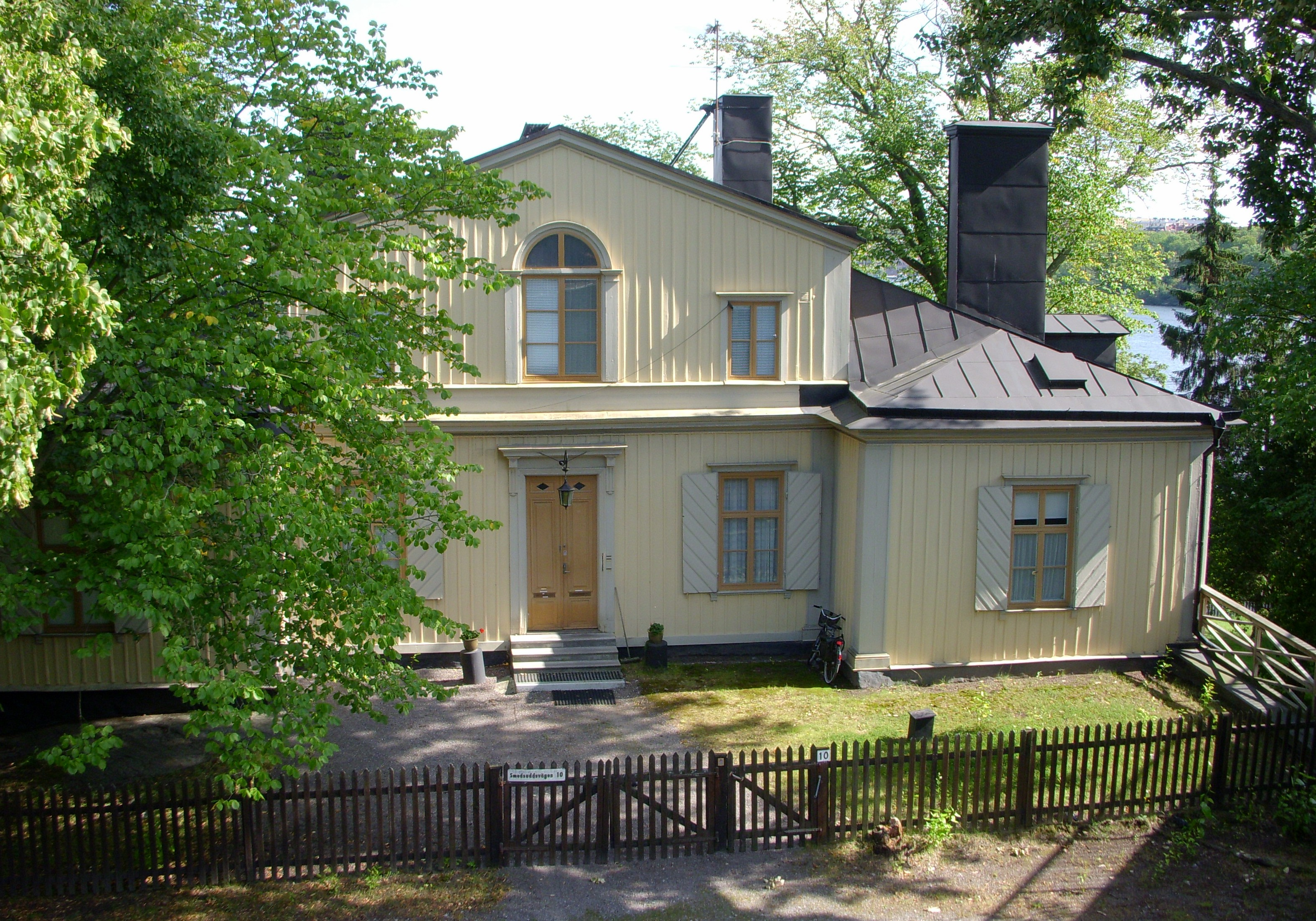
Rålambshovs gård (1801)
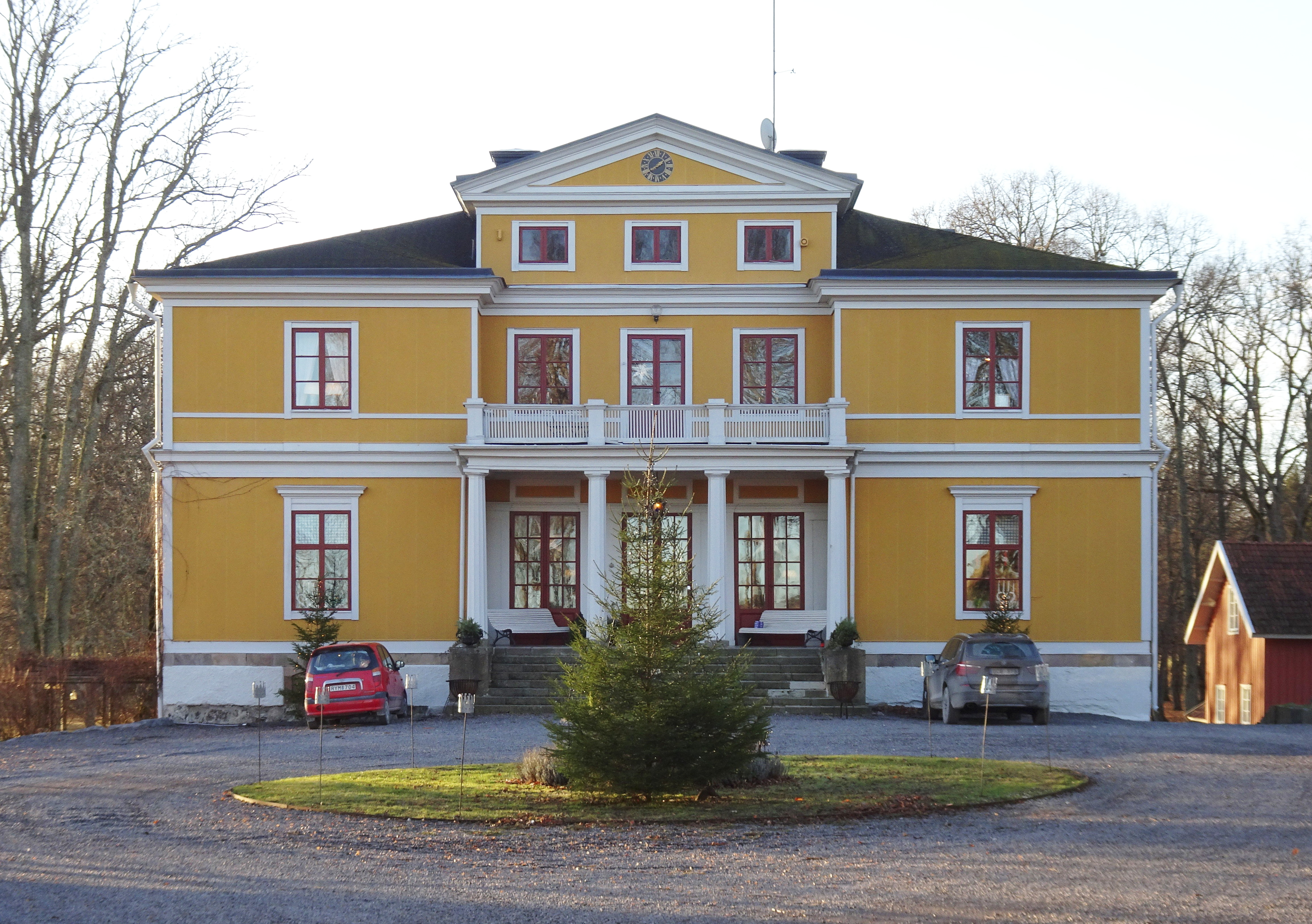
Åda säteri (1803)
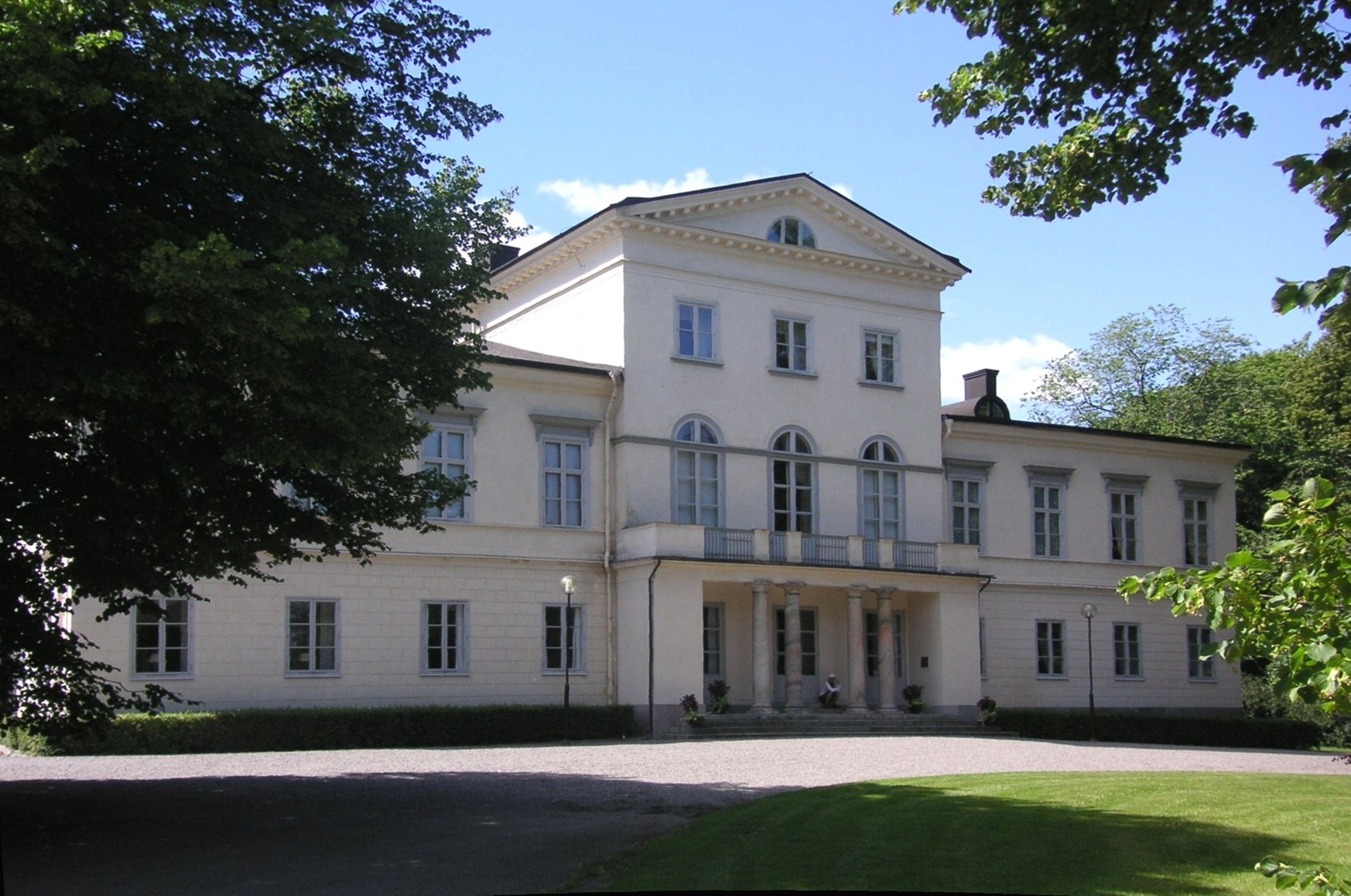
Pałac Haga (1805)
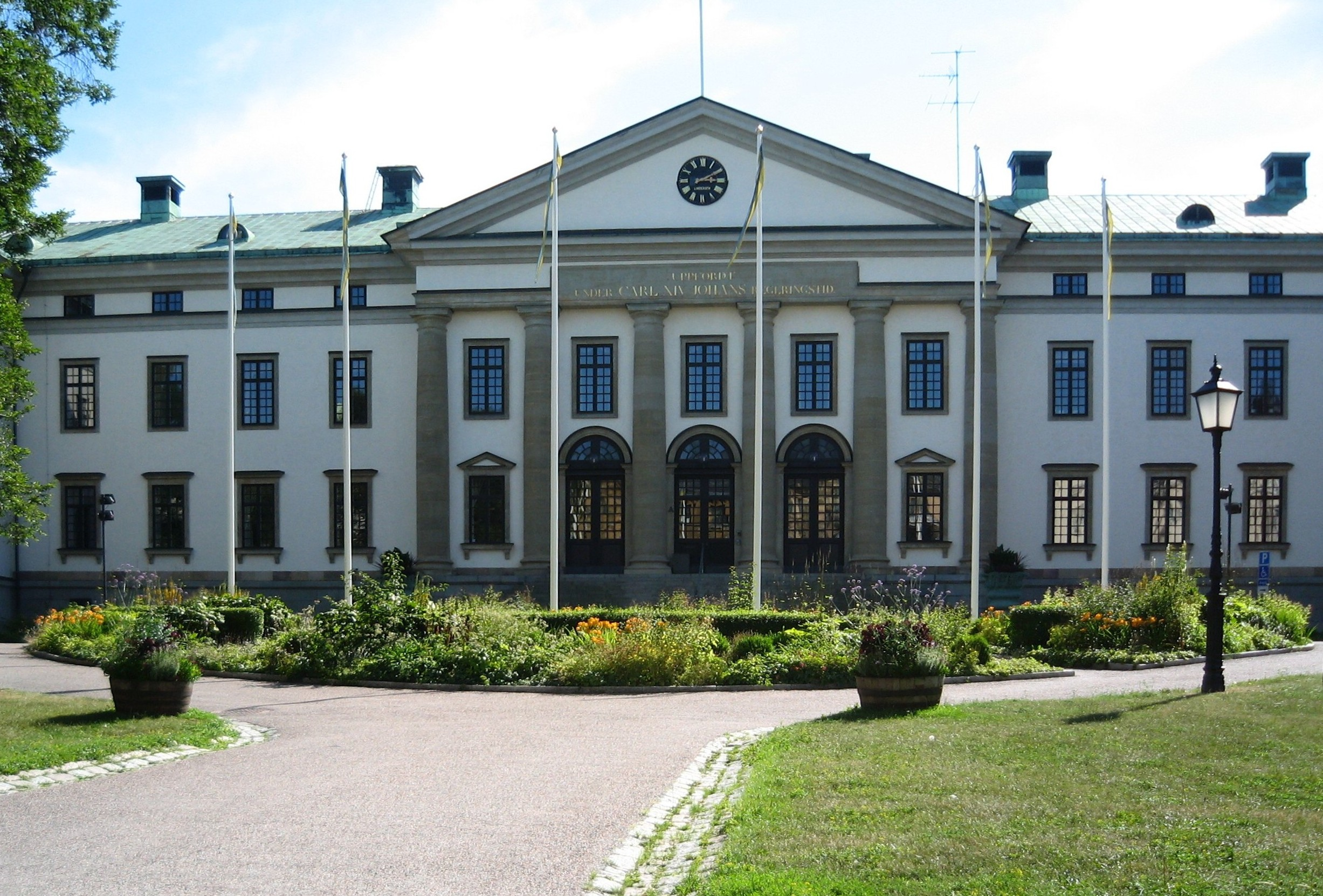
Garnisonssjukhuset (1834)